# Pauline Lafont (philanthrope)
Vous lisez un « bon article » labellisé en 2021.
Pour les articles homonymes, voir Pauline Lafont et Lafont.
Pauline Lafont est une philanthrope française née dans le 3e arrondissement de Lyon le 7 mai 1879 et morte à Songieu le 22 février 1955.
Investie dans l'entreprise familiale aux côtés de son mari Adolphe Lafont, elle participe également activement à des œuvres sociales et culturelles et donne à la ville de Villeurbanne des terrains ainsi que sa roseraie situés aux alentours de sa villa qu'elle avait elle-même conçue. Ceux-ci deviendront le jardin des Tout-petits-Adolphe-Lafont et le square de la Roseraie.

## Biographie
Pauline Falb naît le 7 mai 1879 à Lyon dans le 3e arrondissement du mariage de Jacques Adolphe Falb, instituteur, et de Charlotte Gurtrium, commerçante.
Son père, protestant, venait de Suisse alémanique, et sa mère Charlotte venait de Prusse. Ils seront naturalisés en 1891. Pauline Falb fait ses études au lycée de jeunes filles. Dès son enfance, elle prend l'habitude avec ses parents d'aider les autres. Ils accueillent ainsi les jeunes filles suisses qui viennent travailler à Lyon et son père est très actif au sein de la communauté protestante.
L'avant-veille de ses 17 ans, le 5 mai 1896, Pauline épouse Adolphe Lafont, de neuf ans son aîné. Leurs parents étaient voisins cours Gambetta à Lyon et amis, se connaissant depuis la naissance de Pauline.
Pauline et son mari restent à Lyon dans le 3e arrondissement. De ce mariage naît une fille, Marcelle, le 23 novembre 1905. Ils quittent Lyon pour emménager dans leur nouvelle villa à Villeurbanne dans le quartier de La Ferrandière.
À la mort d'Adolphe Lafont en 1952, Pauline et Marcelle procèdent au partage des actions qu'il détenait entre elles deux et l'association des salariés des usines Lafont. Elles se retirent dans la propriété familiale à Songieu dans l'Ain, où Pauline meurt trois ans plus tard. Marcelle reprend la propriété, sera maire de Songieu, et mourra le 8 octobre 1982.

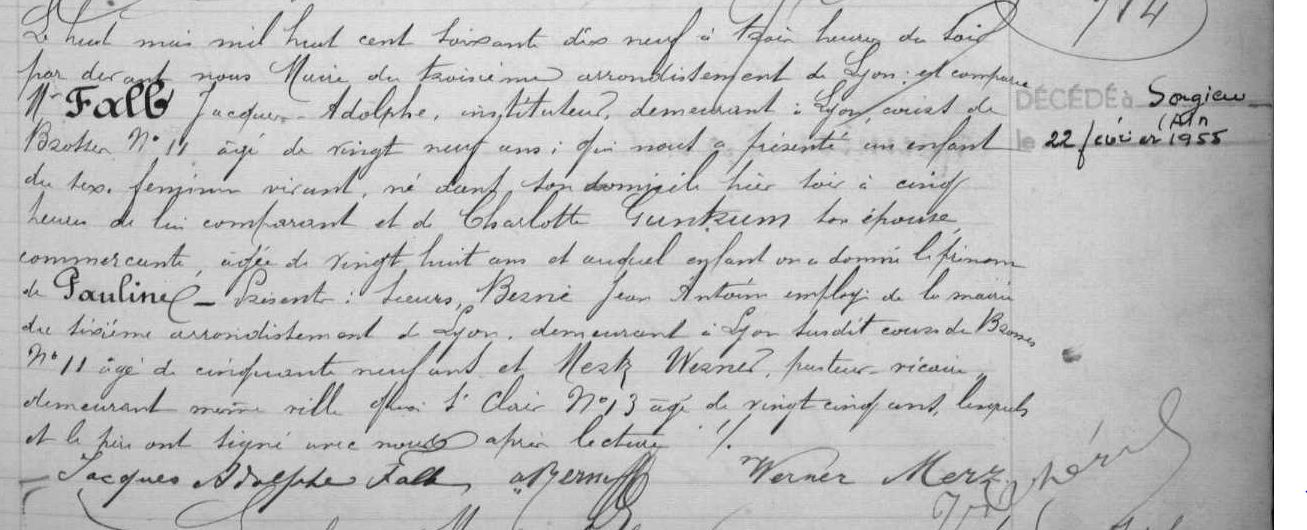
1879.05.07 - Acte de naissance de Pauline Falb.
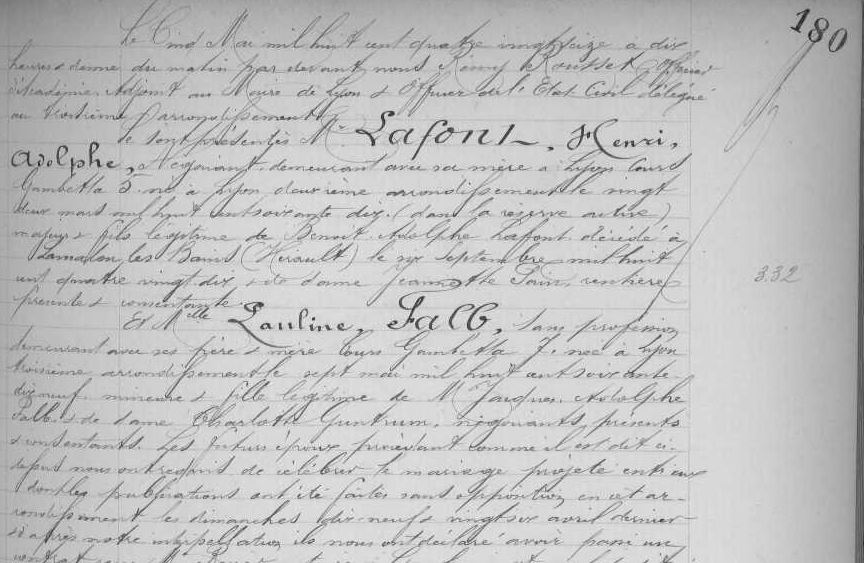
1896.05.05 - Acte de mariage d'Henri Adolphe Lafont et de Pauline Falb.
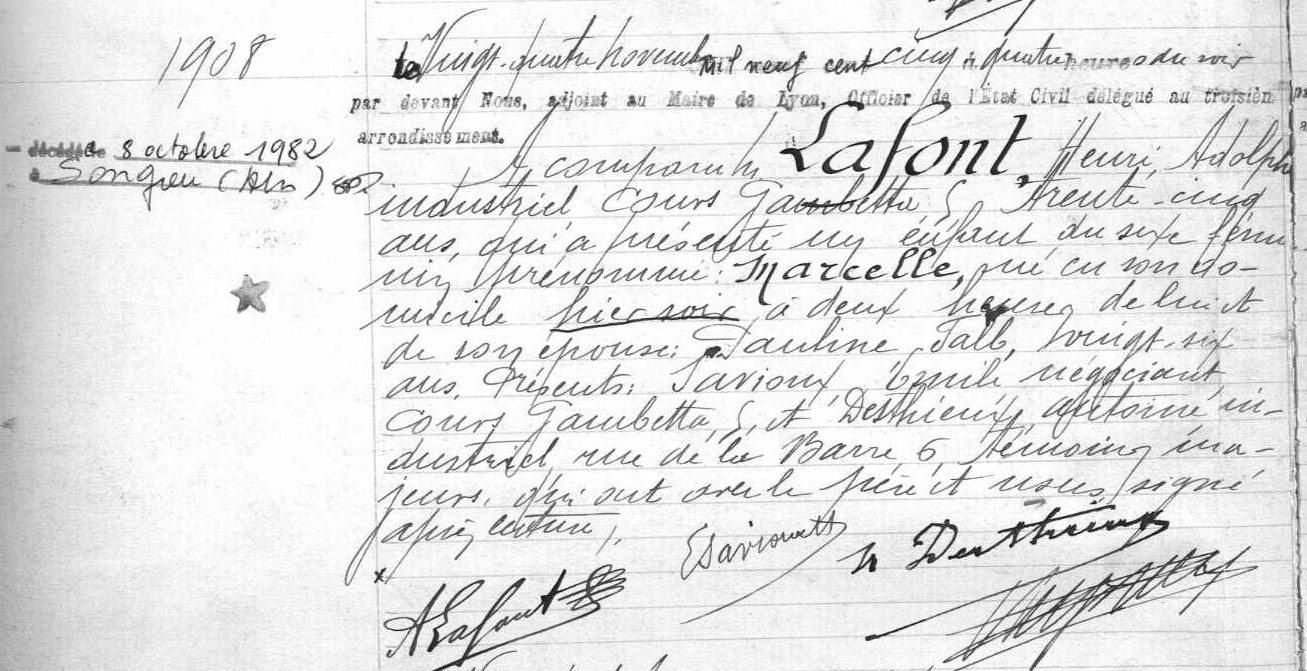
1905.11.23 - Acte de naissance de Marcelle Lafont.

## Activités

### Conception de la villa Lafont

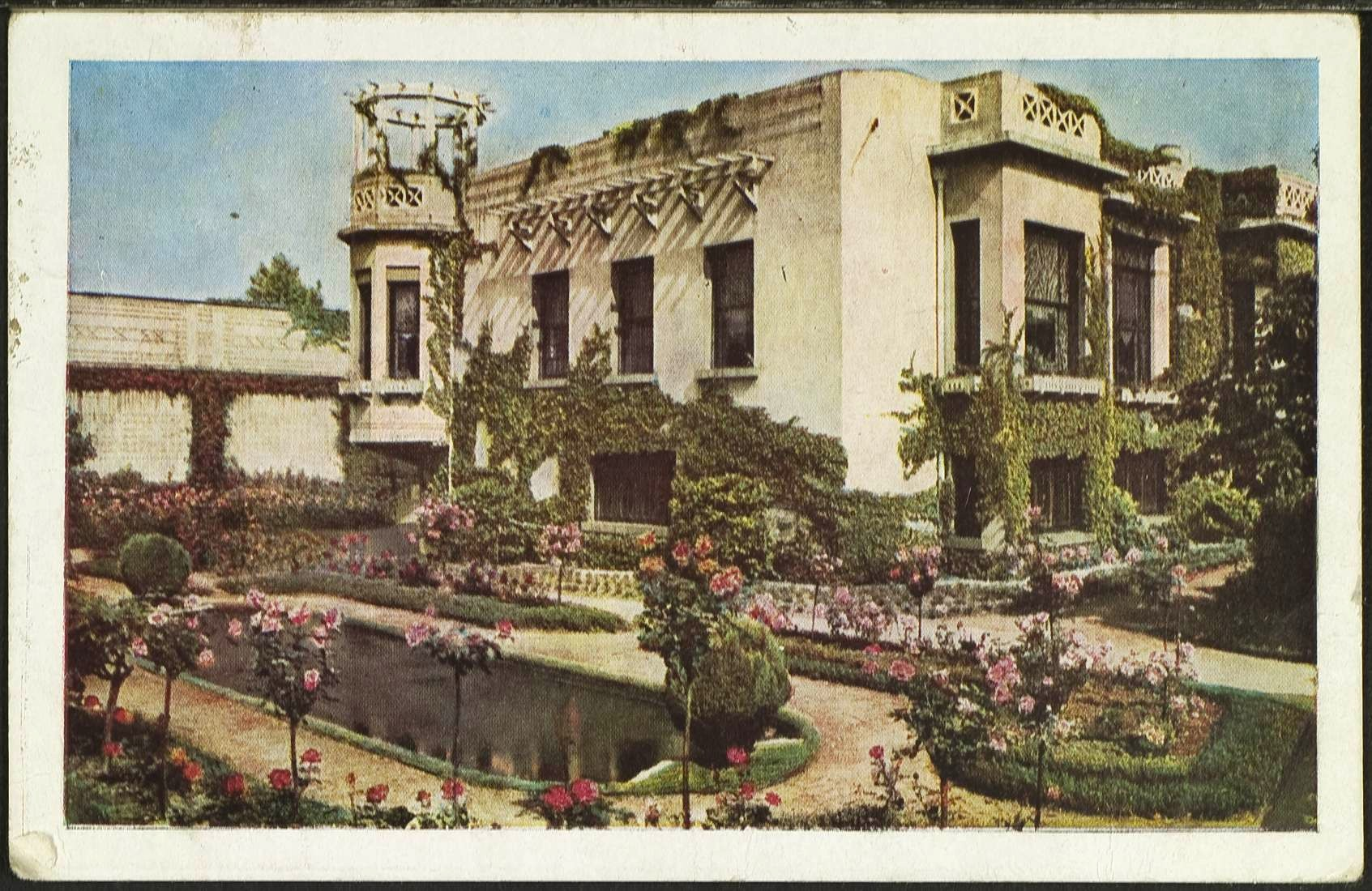
Villa Lafont

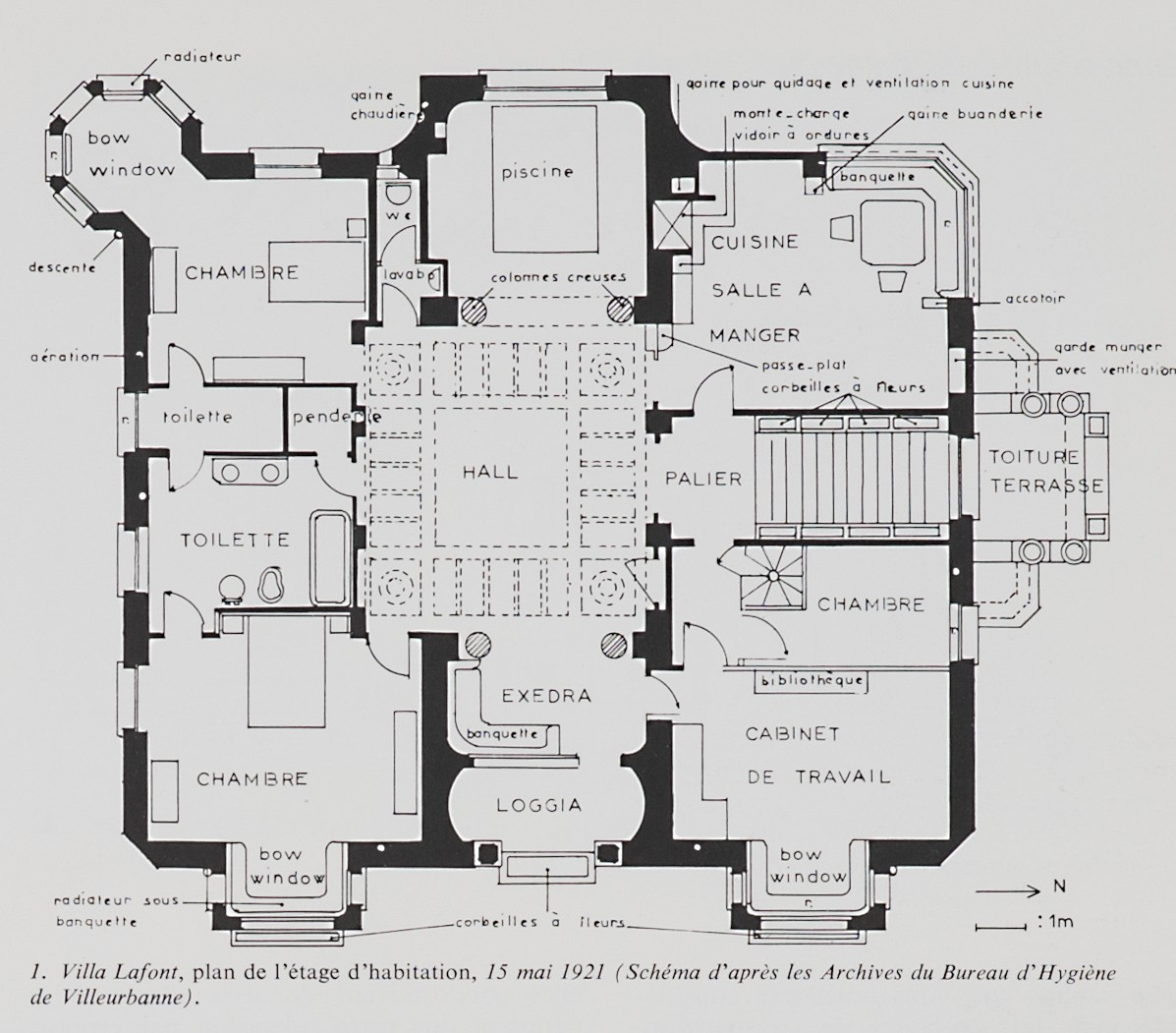
Plan de la villa Lafont selon les plans de 1921

En 1919, alors que son mari a acheté des terrains pour construire sa nouvelle usine à Villeurbanne, et comme il est d'usage à l'époque d'habiter à côté de son usine, Pauline Lafont oriente et influence les concepteurs du bureau technique de construction chargés d'établir les plans et les dessins qui seront finalisés en 1921. La « villa Lafont » également appelée « villa Ferrandière » au 40, rue du Quatre-Septembre et 22, avenue Marc-Sangnier est achevée en 1925. Elle est inscrite à l'inventaire des monuments historiques en 1991.
Sa conception est tout à fait moderne car Pauline Lafont ne la considère pas comme un symbole social mais plutôt comme un outil de travail. Ainsi, tout est accessible depuis un hall central, ce qui modifie la distribution habituelle des pièces. Elle intègre tous les éléments du confort moderne de l'époque : monte-charge, passe-plat, garde-manger ventilé ou encore vide-ordures dans la cuisine ; arrosage automatisé sur le jardin du toit terrasse, lit et portemanteau escamotables dans l’appartement des domestiques.
Pauline Lafont s'occupe également personnellement de la décoration intérieure qui sera de style des villas de Pompéi. On y trouve ainsi une frise peinte de R. Burretta, des bas-reliefs de Cavina, un décor de marbres d'Ernesto Giavina ; plusieurs vitraux sont signés Joannès Mayosson, d'autres Jacques Grüber de Nancy qui proviennent de l'ancien appartement lyonnais des Lafont.

### Activités au sein de l'entreprise Adolphe Lafont
Dès son mariage, Pauline est très active au sein de l'entreprise Lafont. Au début, elle tient la caisse du magasin rue de La Guillotière, et à partir de 1906, bien qu'elle n'en ait pas le titre officiel, elle devient rapidement directeur financier. Elle est très impliquée pour chercher des financements et proposer des souscriptions pour accroître le capital social. Elle est également impliquée dans la production des vêtements, propose de nouveaux modèles, de nouvelles coupes et surveille les coûts de fabrication.

### Actions sociales

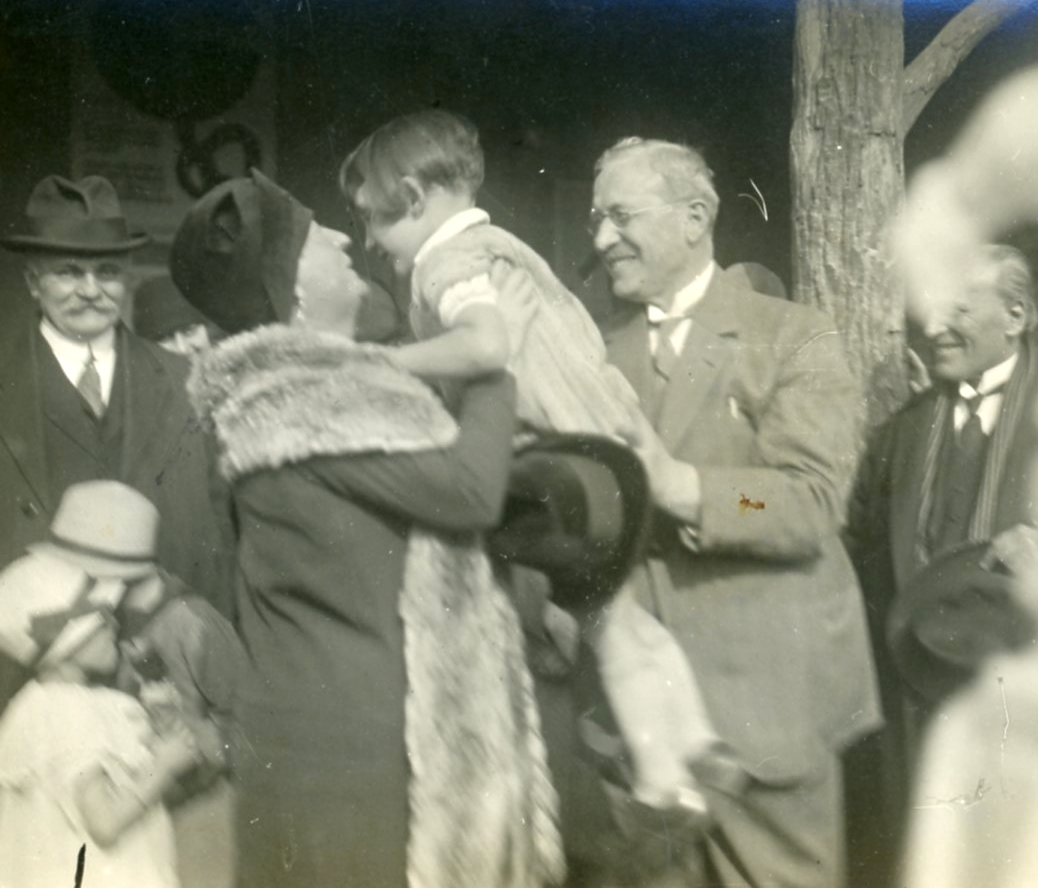
Inauguration du jardin des Tout-petits à Villeurbanne avec le maire Lazare Goujon en 1929.

Pauline Lafont est très impliquée dans des actions sociales tant au sein de l'entreprise Lafont que pour d'autres domaines. Ainsi, elle crée pour ses ouvrières une crèche et un fonds de retraite interne pour ses employés.
Pendant la Première Guerre mondiale, elle accueille dans la propriété familiale des Lafont, dans le village du Valromey, des soldats alliés convalescents. Les usines étant à l'arrêt, elle organise des soupes populaires dans les locaux de Monplaisir. Elle fait don de biens immobiliers à l'Armée du salut.
Se rendant compte qu'il n'existait pas de jardin pour les jeunes enfants et voulant s'impliquer dans la politique sociale de la ville de Villeurbanne qui développe alors une politique hygiéniste, en 1925, elle fait don à la mairie d'un terrain adjacent à sa villa pour y installer un jardin réservé aux enfants de moins de six ans. Ce sera l'un des premiers squares aménagés à Villeurbanne pour les enfants, appelé jardin des Tout-petits. Elle s'implique dès le début dans la réalisation de ce projet et assiste à son inauguration. Plus tard, en 1994, ce square sera renommé Jardin des Tout-petits-Adolphe-Lafont en hommage à la famille Lafont.
En 1955, elle émet le souhait de céder sa roseraie contiguë à sa villa pour l'aménager en jardin public. Elle s'en était tout au long de sa vie occupée personnellement avec l'aide du rosiériste Meilland. La ville en devient propriétaire en 1956 après la mort de Pauline.

### Activités culturelles
Dans les années 1920, des photographies montrent sa présence régulière à des meeting aériens où elle est en contact avec les aviateurs de l'époque. Elle et son mari sont membres de l'aéroclub du Rhône. Sa fille Marcelle devient aviatrice.
En 1935, Ernest Lafont, beau-frère de Pauline, est à l'origine de l'implantation de la station radiophonique de Lyon La Doua, et cherchant des animateurs bénévoles, il demande à sa belle-sœur d'assurer les émissions destinées aux femmes et aux enfants. Elle tient elle-même plusieurs rubriques et recrute des animatrices dont sa propre fille Marcelle. Elle organise également des émissions publiques en direct à partir du conservatoire de Lyon.
La famille Lafont est liée à la famille d'Auguste et Louis Lumière et la correspondance écrite de Pauline Lafont avec les Lumière montre un réel intérêt pour les avancées technologiques dans le domaine de la photographie.

### Encyclopédie en ligne de la ville de Villeurbanne
1. ↑  
Sandrine Madjar, « Villa Lafont » (consulté le 7 mars 2021).
2. ↑  
« Une maison bourgeoise : Villa Lafont, 1921 » (consulté le 7 mars 2021).
3. 1 2  
Sandrine Madjar, « Jardin des Tout-petits-Adolphe-Lafont et square de la Roseraie » (consulté le 7 mars 2021).

### Site web des archives des registres de l'état civil de la ville de Lyon
1. ↑  Acte de naissance de Pauline Falb, Registre des naissances du 3e arrondissement de la ville de Lyon en 1879, acte no 714, p. 102/302, [lire en ligne].
2. ↑  Acte de mariage d'Henri Adolphe Lafont et de Pauline Falb, Registre des mariages du 3e arrondissement de la ville de Lyon en 1896, acte no 332, p. 180/548, [lire en ligne].
3. ↑  Acte de naissance de Marcelle Lafont, Registre des naissances du 3e arrondissement de la ville de Lyon au second semestre de l'année 1905, acte no 1908, p. 135/172, [lire en ligne].

### Revue de la société d'histoire de Lyon - Rive gauche du Rhône
1. 1 2 3 4 5 6  M.-J. Bazin, « La famille Adolphe Lafont (partie 1/2) », no 97 de juin 1986, p. 15-17, [lire en ligne].
2. ↑  M.-J. Bazin, « La famille Adolphe Lafont (partie 2/2) », no 98 de septembre 1986, p. 9-10, [lire en ligne].
3. 1 2  Jacques Navrot, « La saga des Lafont », no 164 de mars 2002, p. 20-24, [lire en ligne].

### Autres sources
1. ↑  Bernadette Angleraud, Marie-Christine Bôle du Chaumont, Jean Etèvenaux, Catherine Pélissier et Guetty Long, Lyonnaises d'hier et d'aujourd'hui, Lyon, Bellier, 2005, 204 p. (ISBN 2-84631-136-6, OCLC 62087753), p. 47.
2. 1 2  Bernadette Angleraud, « Les archives d'associations, outils d'histoire sociale : l'étude des sociabilités bourgeoises à Lyon aux XIXe et XXe siècles », La Gazette des archives, no 194,‎ 2004, p. 40-48 (lire en ligne).
3. 1 2  « Villa dite Villa Lafont », notice no PA00118151, sur la plateforme ouverte du patrimoine, base Mérimée, ministère français de la Culture.
4. ↑  Bruno Thévenon, Dictionnaire historique de Lyon, Lyon, S. Bachès, impr. 2009, 1504 p. (ISBN 978-2-915266-65-8 et 2-915266-65-4, OCLC 470566006, lire en ligne), p. 742.